# Щербина Федір Андрійович
Фе́дір Андрі́йович Щерби́на  (13 (25) лютого 1849, Новодерев'янківська — 28 листопада 1936, Прага) — український статистик, економіст, соціолог, громадський діяч й історик Кубані; член-кореспондент Петербурзької АН (з 1904). Дійсний член НТШ (з 1924). Перепохований в Краснодарі, всупереч очікуванням кубанських активістів та української громади. 

## Життєпис
Народився у станиці Новодерев'янківській Єйського повіту Кубаньської області, походив з козацького роду, його батько був священиком.
Навчався у Петровській сільськогосподарської академії у Москві (1872—1874) і на природничому факультеті Одеського університету (1874—1877).
Здобувши вищу освіту, він почав займатися науковою і дослідницькою роботою. Перші публікації Щербини були присвячені артільно-общинним господарським формам.
Був членом одеської «Громади». За зв'язки з одеськими робітниками засланий у Вологодську губернію (1877—1881).
У 1884—1901 Щербина був керівником статистичного бюро воронезького губернського земства, склав і частково зредагував 66 томів статистики. Крім того, окремо видав 16 книг воронізької статистики: «Сводный сборник по 12 уездам Воронежской губернии» (1887), «История Воронежского земства» (1891).
Щербина також підготував видання історії Полтавського («Введение в историю Полтавского Губернского Земства», 1914) і Золотоніського («История Золотоношского Земства») земств. Рівночасно з працею в земстві Щербина провів за дорученням Владикавказької залізниці економічно-статистичне дослідження й опублікував «Общий очерк экономических и торгово-промышленных условий района Владикавказской железной дороги» (1892—1894). В 1896—1901 рр. Щербина керував експедицією для розсліду степових країв Акмолинського, Семипалатинського і Тургайського та киргизького населення цих земель, був редактором 10-томного видання «Труды экспедиции по исследованию степных областей» (1902) зі статистичним, агрономічним, гідротехнічним і топографічним дослідами учасників експедиції.
Працюючи керівником земського статистичного управління Воронезької губернії, Ф. Щербина відредагував десятки статистичних видань, присвячених, як правило, обстеженням селянських бюджетів, видав ґрунтовну монографію «Селянські бюджети».
У 1901 р. за публічне домагання конституційного устрою в Росії Щербину заслано під домашній арешт на Кубань, де він пробув до 1920 р., працюючи в кубанському військовому архіві, збираючи матеріали до історії Кубанського козачого війська. Тут сприяв діяльності майбутнього Головного Отамана УНР Симона Петлюри.
В 1906 р. Щербину обрано Головою Військової козацької ради (1-ї на Кубані з кін. XVIII ст.).
В 1907 р. — член 2-ї Державної Думи від партії народних соціалістів, гласний Новоросійської міської думи.
Займався історією заселення Кубані українськими козаками. Наслідком досліджень стала поява у 1910—1913 роках двотомника «Історія Кубанського козачого війська».
Після революції 1917 р. Щербину обрано членом Кубанської Законодавчої Ради (1917—1920); головою Верховного суду Кубанського козацького війська (1917), членом Верховного кругу Дону, Кубані й Тереку (1920).

### Еміграція
В 1920 р. Щербина вийшов на еміграцію, спочатку в складі Кубанської делегації до Югославії, з 1921 у Празі, професор УВУ (1922—1936), в 1924—1925 рр. — ректор. З 1922 р. професор статистики Української господарської академії в Подебрадах (Чехія).
Опинившись в еміграції, вчений поринув у наукове життя українських наукових інституцій, зокрема Наукового товариства імені Тараса Шевченка. Його обирають дійсним членом НТШ, ректором Українського вільного університету. Вдосконалюючись в українській літературній мові, Щербина склав віршовані поеми «Чорноморці» й «Богдан Хмельницький».
Був похований у Празі на Ольшанському цвинтарі, в крипті православної Успенської церкви.

### Перепоховання
1998 року професор Віктор Чумаченко зі станиці Новодерев'янківської відвідав Прагу і запропонував перепоховати прах Федора Щербини на батьківщині, як той хотів. Для цього підготували місце: тут стояв храм, де служив його батько, була споруджена каплиця, упорядковані могили батьків і брата Щербини, поряд була вулиця імені Федора Щербини і обладнано його музей в будівлі школи.
У 2008 році Щербину за підтримки російських дипломатів та Чеської Православної церкви (владика Криштофор і агент РПЦ Іванніков — архімандрит Сергій)[джерело?] перепоховали в іншому місці: у Краснодарі. Ніхто з представників української громади в Празі про план перевезти прах ученого до Росії не знав. Зникла і історична могильна плита з рядками Шевченка. Професор Чумаченко нарікав, що місце перепоховання розташоване в дальньому кутку двору Свято-Троїцького храму, де нема інших козачих могил, проте у кількох метрах від могили із землі стирчать комунікації, проходять труби, поряд жвава вулиця, а за парканом чийсь двір.

## Відзнаки й нагороди
- Велика золота медаль Російського географічного товариства за працю «Селянське господарство в Острозькому повіті» (1887).
- Медаль Харківського університету за дослідження «Оціночна статистика по чотирьох повітах Воронезької губернії».
- Премія імператора Олександра II за працю «Воронезьке земство з 1865 до 1889». Російська академія наук також обрала його своїм членом-кореспондентом.

## Праці

Пам'ятник Федору Щербині у Краснодарі.

Щербина — статистик, засновник російської бюджетної статистики, автор близько 100 фундаментальних статистичних досліджень. Наукову діяльність Щербина почав 1875 дослідами серед робітників Одеси, опублікованими у книзі «Очерки южнорусских артелей и общинно-артельных форм» (1881), яка стимулювала розвиток кооперативного руху в Україні.
- 1887 — «Сводный сборник по 12 уездам Воронежской губернии»
- 1891 — «История Воронежского земства»

Низку праць Щербина присвятив земельній общині:
- 1880 — «Земельная община в Днепровском уезде в Таврии»
- 1881 — «Очерки южнорусских артелей и общинно-артельных форм»
- 1879 — «Сольвычегодская земельная община»
- 1885 — «Крестьянское хозяйство в Острогорском уезде»
- 1897 — «Крестьянские бюджеты и зависимость их от урожаев и цен на некоторые стороны русского народного хозяйства»
- 1900 — «Крестьянские бюджеты»

Уже в еміграції у Празі Щербина опублікував «Законы эволюции и русский большевизм» (1922) і курс, читаний в УВУ і Українській господарчій академії:
- «Статистика. Історія статистики і статистичних установ» (1925)
- «Еволюційні переміни в ідеології статистики» (1927)

Праці Щербина з ділянки студій про Кубань:
- «История самоуправления у кубанских казаков» (1884)
- «Кубанское казачье войско 1696—1888» (1888)
- «Земельная община Кубанских казаков» (1891)
- История Кубанского казачьего войска. Том I (История края). Екатеринодар: «Печатник», 1913. — 729 с.: илл. [Архівовано 28 лютого 2017 у Wayback Machine.]
- История Кубанского казачьего войска. Том II (История войны казаков с закубанскими горцами). Екатеринодар: «Печатник», 1913. — 865 с.: илл. [Архівовано 24 червня 2017 у Wayback Machine.]
- «Кубань в прошлом и настоящем: история и настоящее Кубани» (1927)
- «О деятельности Общества кубанцев в ЧСР» (1927)
- Казачьи герои и сподвижники. — Прага, 1930[недоступне посилання з серпня 2019]

Також Федір Андрійович брав участь у написанні Збірника пам'яті С. Петлюри працею:
- «Симон Петлюра на Кубані»

Щербина написав одну з перших розвідок про штундистів «Малорусская штунда» (1876). Автор віршованих поем «Чорноморці» (1919) і «Богдан Хмельницький» (1929).